# Gros XT
Gros XT, pełna nazwa Gros Xake Taldea – hiszpański klub szachowy z siedzibą w San Sebastián, mistrz kraju z 2011 roku.

## Historia
Klub powstał w 1991 roku. W 2005 roku zespół zadebiutował w División de Honor. Szachiści klubu zajęli wówczas trzecie miejsce w lidze. W 2006 roku Gros XT zadebiutował w Pucharze Europy. Hiszpański klub wygrał wówczas pięć meczów, m.in. z wyżej notowanym TPS Sarańsk, i zajął siódme miejsce w rozgrywkach. Rok później Gros XT był trzynasty w Pucharze Europy. W 2009 roku zespół zajął trzecie miejsce w lidze. W 2011 roku szachiści klubu zdobyli mistrzostwo kraju. Zawodnikami klubu byli wówczas m.in. Rusłan Ponomariow, Aleksiej Szyrow, Étienne Bacrot, Loek van Wely i Rustam Kasimdżanow. Rok później klub był trzynasty w Pucharze Europy. W 2013 roku zespół był trzeci w lidze. W 2017 roku klub spadł z ligi. W 2019 roku Gros XT wrócił do najwyższej klasy rozgrywkowej. Jego szachiści zakończyli wówczas sezon wicemistrzostwem kraju. W 2021 roku zespół spadł z ligi. W 2023 roku klub powrócił do División de Honor, jednak zajął wówczas ostatnie miejsce i ponownie spadł.

## Arcymistrzowie w historii klubu
| - Étienne Bacrot - Christian Bauer - Roberto Cifuentes Parada - Boris Gelfand - Juan Mario Gómez Esteban - Hicham Hamdouchi - Andrei Istrățescu - Félix Izeta Txabarri - Rustam Kasimdżanow - Konstantin Landa - Wadim Miłow | - Aleksandr Moroziewicz - Arkadij Naiditsch - Rusłan Ponomariow - Pablo San Segundo Carrillo - Ilja Smirin - Ivan Sokolov - Aleksiej Szyrow - Władisław Tkaczow - Loek van Wely - Paul Velten - Zhang Pengxiang |